# Alter Eco (entreprise)
Pour les articles homonymes, voir Alter Eco.
Alter Eco est une entreprise française spécialisée dans l'importation et la distribution de produits biologiques issus du commerce équitable. Créée en 1998 à l’initiative de Tristan Lecomte, Alter Eco est une marque du groupe Ecotone depuis son rachat en 2013 par sa filiale Bjorg Bonneterre et Compagnie (anciennement Distriborg).
C'est une des principales entreprises françaises de commerce équitable, elle a réalisé en 2016 un chiffre d'affaires de 23,7 millions d'euros.

## Historique

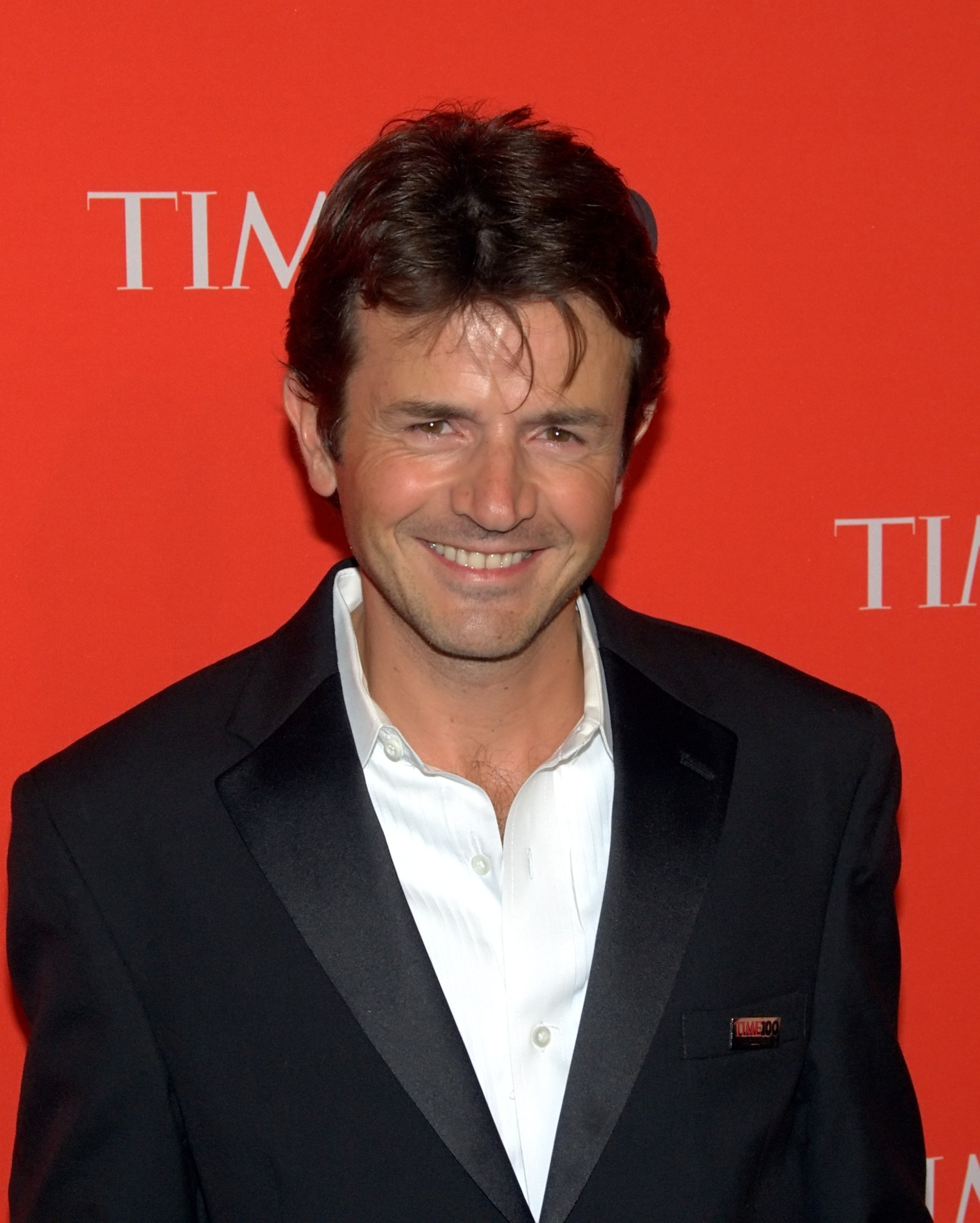
Tristan Lecomte, fondateur de Alter Eco

C’est en 1998, à l’initiative de Tristan Lecomte, que naît le projet Alter Eco avec une petite boutique spécialisée dans la vente de produits du commerce équitable. Par manque de ventes, la boutique connait un échec financier et ferme en 2001. 
L’entreprise se tourne alors vers la grande distribution où se vit le début du développement du commerce équitable : Monoprix et Cora acceptent de commercialiser les treize produits équitables de la marque. 
L’entreprise s’engage directement aux côtés de ses producteurs partenaires en les soutenant dans différents projets qui répondent à trois grands enjeux : accompagner le développement d’une agriculture familiale performante / valoriser le travail des femmes / soutenir la restauration des écosystèmes à travers l’agroforesterie.
Un site de commerce en ligne est lancé le 16 janvier 2006.
En 2009, elle réalise un chiffre d’affaires de 15 054 331 euros affichant une croissance des ventes de 7 %.
Tristan Lecompte quitte l’entreprise en 2011 pour se consacrer à PUR Projet, avec qui Alter Eco collabore sur certains de ces projets. 
Alter Eco poursuit son développement et intègre en 2013 l’entreprise Bjorg Bonneterre et Compagnie aux côtés des marques Bjorg et Bonneterre.
Son chiffre d’affaires s’élève en 2014 à 4 690 300 euros.
En 2016, Alter Eco distribue plus de 60 produits alimentaires (chocolats, cafés, thés, sucres…), en provenance de 28 groupements de producteurs partenaires répartis dans 22 pays. Ils sont disponibles principalement en grande surface, dans les circuits de restauration hors domicile, ainsi que sur quelques boutiques en ligne.

## Engagement
Les produits Alter Eco sont issus du commerce équitable et de l’agriculture biologique. 
Alter Eco est membre du consortium Commerce Équitable France. 

### Certification des produits équitables
Les coopératives et les transformateurs sont certifiés par des organismes tiers pour assurer ces certifications. 

#### Position concernant les critères d’équitabilité
Le fondateur d’Alter Eco, Tristan Lecomte, défend en 2010 une conception intégrale du commerce équitable dans laquelle la protection de la biodiversité et l’agriculture biologique ont également leur place. Tristan Lecomte explique qu'il a « envie de prouver que les mots « commerce et éthique » fonctionnent bien ensemble ».

#### Audit et autoévaluation
Alter Eco a aussi développé des outils de contrôle interne (méthodologie « Fair Trade Audit 200 », « Alter Eco Value Reporting », « Alter Eco Development Index »), utilisés lors des visites régulières des coopératives par les responsables techniques d’Alter Eco et permettant d’évaluer l’impact réel du commerce équitable sur les producteurs et leur environnement. 
Les données récoltées sont mises en avant sur tous les emballages grâce à un outil mis en place en 2006 intitulé AlterEcomètre. 
Cet AlterEcomètre donne des informations concrètes sur l’impact de l’achat des produits Alter Eco pour ses partenaires producteurs et indique :
- la surface moyenne de culture du produit concerné par producteur ;
- le nombre de familles impactées directement par les achats de matières premières réalisées par Alter Eco ;
- le revenus supplémentaire pour la coopérative productrice ;
- la compensation carbone.

#### Compensation carbone
Alter Eco calcule son empreinte carbone d’après une grille créée par l’entreprise Pur Projet.
De cette manière elle détermine la quantité de CO2 émise par son activité globale annuelle et identifie pour chaque référence les principaux paramètres pouvant limiter les émissions carbones : optimisation de l’affrètement, suppression des suremballages, éco-conception des produits, utilisation d’énergie verte ou tri sélectif . 
En parallèle, depuis 2008, elle compense le carbone émis en finançant des projets de reforestation ou d’agroforesterie mis en place dans ses filières et gérés par ses partenaires producteurs.
Le programme de reforestation en Amazonie péruvienne par exemple mis en place avec les producteurs de la coopérative Acopagro, permet d'après Géo de sauvegarder leur environnement fortement touché par la déforestation tout en leur apportant un revenu supplémentaire. 

### Soutien varié aux producteurs
L’entreprise s’engage directement aux côtés de ses producteurs partenaires en les soutenant dans de nombreux autres projets : 
- formation de jeunes au Pérou[17] ;
- renouvellement des caféières au Mexique[18] ;
- promouvoir le café des productrices en Ouganda[19] ;
- soutenir les productrices de quinoa au Pérou[20] ;
- le projet Cacao Forest[21] ;
- le programme et compensation carbone[22].

Ces projets s’articulent autour de trois grands enjeux : accompagner le développement d’une agriculture familiale performante, valoriser le travail des femmes et soutenir la restauration des écosystèmes à travers l’agroforesterie.

## Controverse
Certains observateurs altermondialistes font remarquer que depuis le rachat d’Alter Eco par Bjorg Bonneterre et Compagnie en 2013, l’entreprise est devenue filiale indirecte de grandes multinationales éloignées des valeurs défendues par la marque (vente de produits phytosanitaires, siège dans un paradis fiscal, etc.[réf. souhaitée].